# Хеликс (митологија)
Хеликс је у грчкој митологији било име више личности. 

## Митологија
- Био је један од ликаонида, Ликаонових синова кога је поменуо Аполодор и чије име указује да је основао град Хелисон.[1]
- Војник у Персовој војсци која се борила против Ејета током колхидског грађанског рата. Убио га је Нестор.[2]

## Биологија
Латинско име ове личности је назив за род у оквиру групе пужева.